# November Ultra
November Ultra, est une auteure-compositrice-interprète française, née le 7 novembre 1988 à Boulogne-Billancourt.
Elle sort un premier EP en 2021, puis son premier album en avril 2022 : Bedroom Walls.
Sa voix est parfois comparée à celle de la chanteuse Adele,.

## Biographie

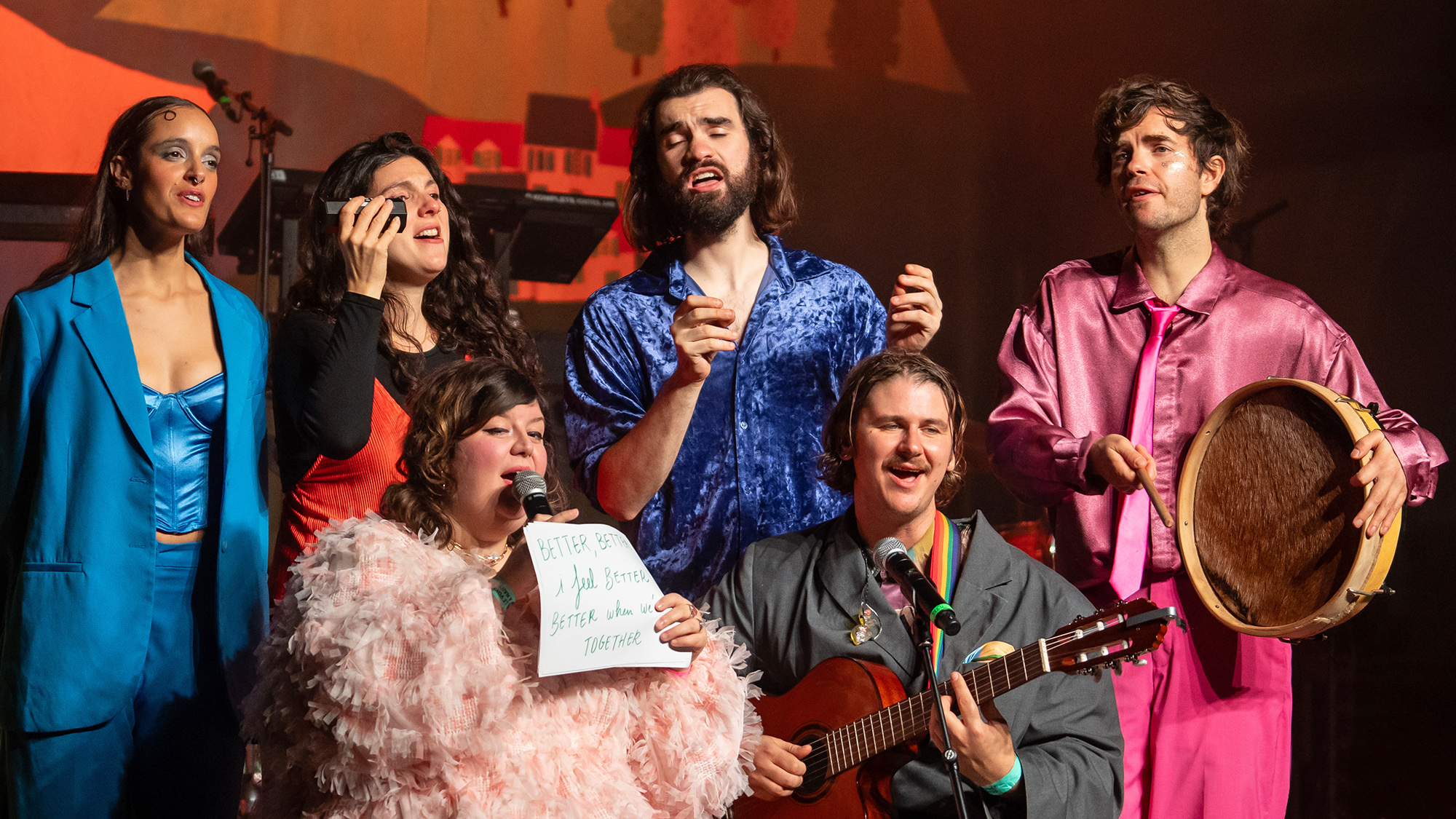
November Ultra avec Voyou et son groupe à Nantes, 2024.

November, surnommée Nova par ses proches, naît le 7 novembre 1988 à Boulogne-Billancourt où elle grandit,,. Sa mère est espagnole et son père, portugais.
À partir de 2013, elle est chanteuse et parolière du groupe d'électro-pop Agua Roja. Le groupe se sépare en 2018 après 2 EP.
En solo, elle prend le nom de November Ultra, s'inspirant de son mois de naissance et d’une mixtape du chanteur Frank Ocean intitulée Nostalgia, Ultra.
November Ultra sort un premier EP en 2021 : Honey Please Be Soft & Tender. En 2021, elle fait les premières parties de Clara Luciani ou de la chanteuse Pomme.
Le 8 avril 2022, elle sort son premier album Bedroom Walls sur le label Virgin Records,,,.
Elle se produit au Montreux Jazz Festival en juillet 2022, ainsi qu'à Rock en Seine en août.
En septembre 2022, November Ultra reçoit le prix Joséphine lors d'une cérémonie-concert à la Maison de la Radio et de la Musique. Ce nouveau prix est décerné par des artistes dans le domaine de la musique ; le jury de cette année est notamment composé d'Imany, Oxmo Puccino et L'Impératrice.
Elle est lauréate aux Victoires de la Musique 2023 dans la catégorie Révélation féminine. En 2024, elle chante et compose en collaboration avec le chanteur canadien Patrick Watson le single Silencio, qui paraît le 15 octobre 2024,, issu de son prochain album Uh Oh.

## Discographie

### Album studio
- 2022 : Bedroom Walls

### EP studio
- 2021 : Honey Please Be Soft & Tender

## Distinction
- Victoires de la musique 2023 : Victoire de la révélation féminine